# KLM uk
 (octobre 2019).
KLM uk était le nom de marque d'une filiale britannique de KLM, qui exploitait des services au Royaume-Uni et entre le Royaume-Uni et les Pays-Bas en utilisant des ATR-72, Fokker 50 et Fokker 100. KLM uk avait son siège dans la Maison Stansted sur le terrain de l'aéroport de Londres Stansted à Stansted Mountfitchet, Essex.
Arque «KLM uk» en 1998, lorsque KLM a acquis la participation majoritaire d'AirUK, une compagnie aérienne de banlieue fondée en 1980. Air UK a commencé à être commercialisé sous le titre KLM uk en janvier 1998. Le nom légal est passé d'Air UK Limited à KLM uk Limited.